# Lycaugesia gratificula
Lycaugesia gratificula là một loài bướm đêm trong họ Noctuidae.